# 李瑾 (弘治進士)
李瑾（1458年—？），字德美，浙江處州衛籍紹興府山陰縣人，明朝政治人物。

## 生平
麗水縣學生，弘治五年（1492年）壬子科浙江鄉試第八十七名舉人。弘治六年（1493年）中式癸丑科會試第一百六十三名，三甲第一百一十九名進士。

## 家族
曾祖李方；祖父李谷成；父李宗傑，母車氏。永感下。